# SSIO

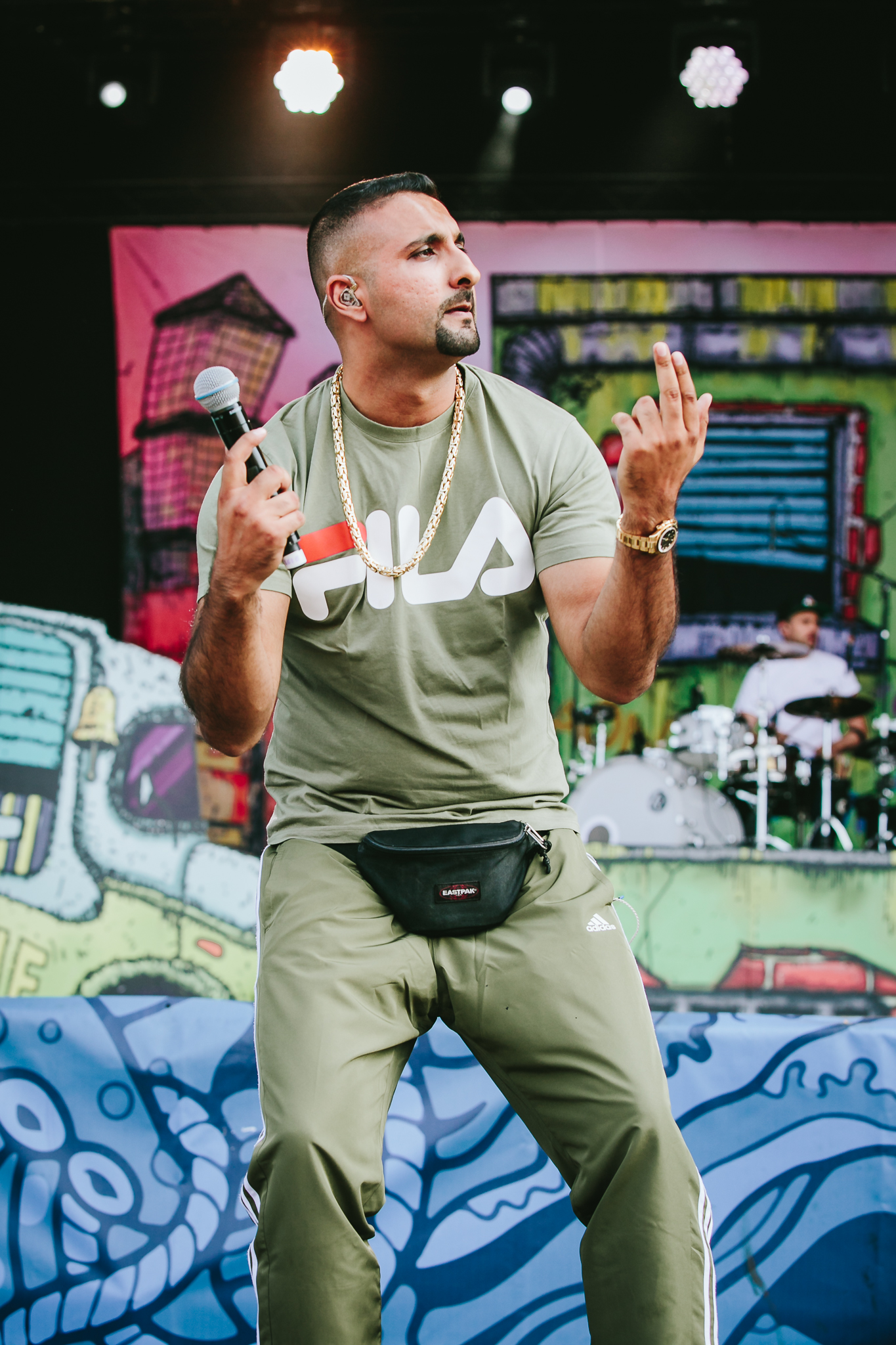
SSIO beim Deichbrand Festival (2018)

SSIO (* 28. Januar 1989 in Bonn; bürgerlich Ssiawosch Sadat) ist ein deutscher Rapper und Produzent afghanischer Abstammung aus Bonn.

## Leben und Karriere

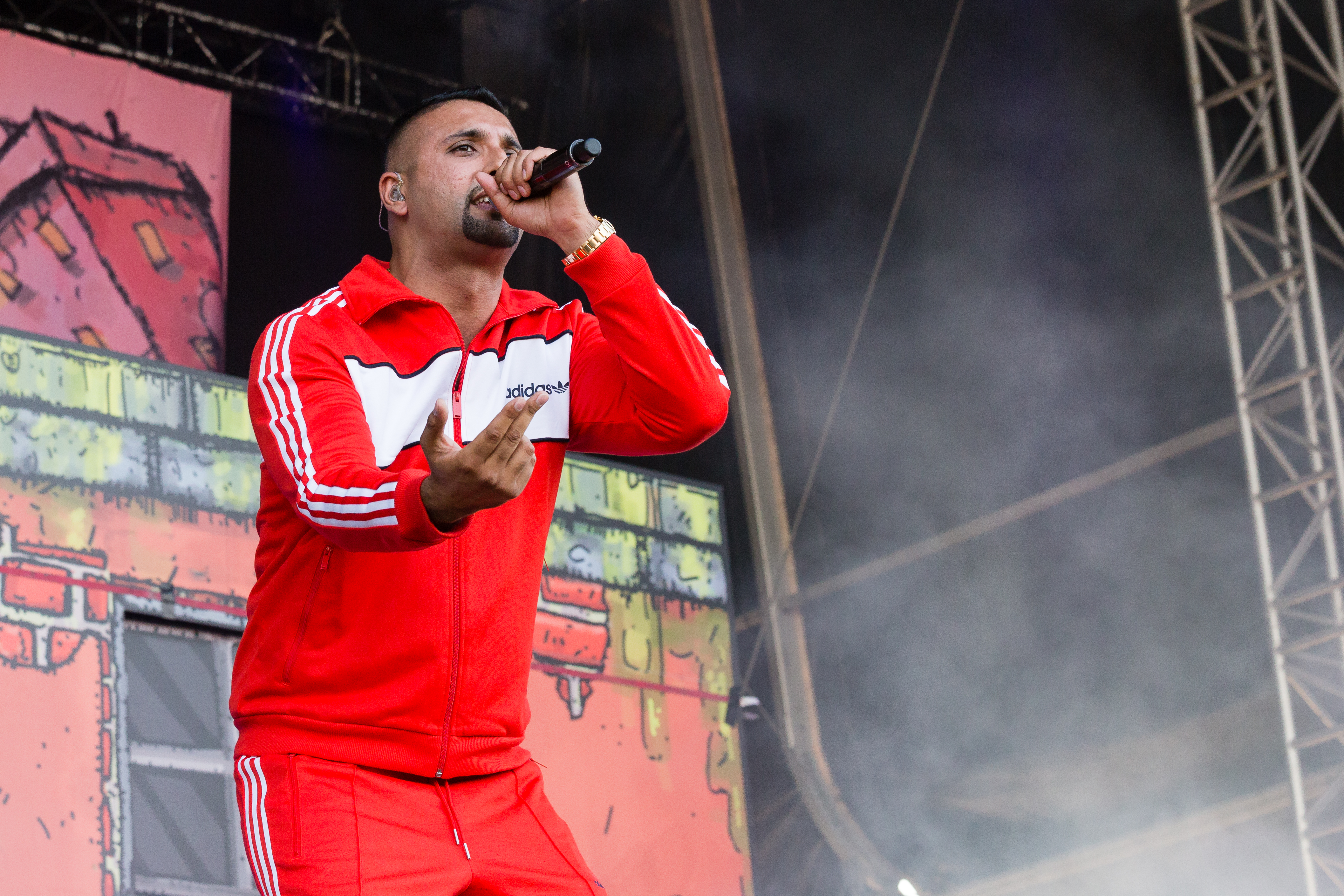
SSIO (2017)

Ssiawosch Sadat wurde am 28. Januar 1989 in Bonn geboren. Seine Familie musste im Jahr 1986 aus politischen Gründen aus ihrem Heimatland Afghanistan fliehen. SSIO wuchs im Bonner Ortsteil Tannenbusch auf. Um die Jahrtausendwende weckte die Hip-Hop-Kultur erstmals SSIOs Interesse. Er trat 2007 dem Independent-Label Alles oder Nix Records von Xatar unter dem Namen Kanakonda bei. Später änderte er seinen Künstlernamen zu SSIO. Er nannte sich so, da er aufgrund der im Vergleich zu seiner Familie dunkleren Hautfarbe seit seiner Kindheit سياه (ausgesprochen Siah; persisch für schwarz) genannt wurde. Sein älterer Bruder war ebenfalls bei Alles oder Nix Records tätig, wobei er neben Xatar das Labelmanagement unter dem Künstlernamen Dingens betrieb.
Im September 2012 veröffentlichte SSIO das Mixtape Spezial Material, mit dem er auf Platz 69 in die deutschen Albumcharts einsteigen konnte. Ein Jahr später veröffentlichte er sein Debütalbum BB.U.M.SS.N., mit dem er auf Platz sechs in die deutschen Charts einstieg und sich auch in Österreich und der Schweiz in den Top 20 platzierte. Sein Album 0,9, veröffentlicht am 29. Januar 2016, stieg direkt auf Platz eins der deutschen Albumcharts ein. Gleichzeitig platzierten sich sechs Einzeltracks aus dem Album in den deutschen Singlecharts.
Neben seiner Tätigkeit als Rapper studierte SSIO am RheinAhrCampus Remagen der Hochschule Koblenz Betriebswirtschaftslehre.

## Stil
Musikalisch bewegt sich SSIO im Stile des G-Funk und Boom bap der 1990er Jahre und benutzt vereinzelt auch Elemente des New Jack Swing.
SSIO nutzt in seinen Texten häufig die Bi-Sprache, wie sie zum Beispiel auch Joachim Ringelnatz in seinem Gedicht Gedicht in Bi-Sprache verwendet.

## Diskografie

### Studioalben
| Jahr | Titel          | Höchstplatzierung, Gesamtwochen, AuszeichnungChartplatzierungen (Jahr, Titel, Platzierungen, Wochen, Auszeichnungen, Anmerkungen) | Höchstplatzierung, Gesamtwochen, AuszeichnungChartplatzierungen (Jahr, Titel, Platzierungen, Wochen, Auszeichnungen, Anmerkungen) | Höchstplatzierung, Gesamtwochen, AuszeichnungChartplatzierungen (Jahr, Titel, Platzierungen, Wochen, Auszeichnungen, Anmerkungen) | Anmerkungen                                                 |
| Jahr | Titel          | DE | AT | CH | Anmerkungen                                                 |
| ---- | -------------- | --- | --- | --- | ----------------------------------------------------------- |
| 2013 | BB.U.M.SS.N.   | DE6 (3 Wo.)DE | AT19 (1 Wo.)AT | CH18 (2 Wo.)CH | Erstveröffentlichung: 13. September 2013 Verkäufe: + 40.000 |
| 2016 | 0,9            | DE1 Gold · (13 Wo.)DE | AT4 (5 Wo.)AT | CH6 (9 Wo.)CH | Erstveröffentlichung: 29. Januar 2016 Verkäufe: + 100.000   |
| 2019 | Messios        | DE2 (10 Wo.)DE | AT11 (1 Wo.)AT | CH7 (2 Wo.)CH | Erstveröffentlichung: 6. Dezember 2019                      |
| 2021 | Das neue Album | — | — | CH22 (2 Wo.)CH | Erstveröffentlichung: 8. September 2021                     |

### Mixtapes
| Jahr | Titel            | Höchstplatzierung, Gesamtwochen, AuszeichnungChartsChartplatzierungen (Jahr, Titel, Platzierungen, Wochen, Auszeichnungen, Anmerkungen) | Anmerkungen                             |
| Jahr | Titel            | DE | Anmerkungen                             |
| ---- | ---------------- | --- | --------------------------------------- |
| 2012 | Spezial Material | DE69 (1 Wo.)DE | Erstveröffentlichung: 7. September 2012 |

### EPs
- 2006: Spezial Material (mit BullDog)

### Singles als Leadmusiker
| Jahr | Titel Album                      | Höchstplatzierung, Gesamtwochen, AuszeichnungChartplatzierungen (Jahr, Titel, Album, Platzierungen, Wochen, Auszeichnungen, Anmerkungen) | Höchstplatzierung, Gesamtwochen, AuszeichnungChartplatzierungen (Jahr, Titel, Album, Platzierungen, Wochen, Auszeichnungen, Anmerkungen) | Höchstplatzierung, Gesamtwochen, AuszeichnungChartplatzierungen (Jahr, Titel, Album, Platzierungen, Wochen, Auszeichnungen, Anmerkungen) | Anmerkungen                                                 |
| Jahr | Titel Album                      | DE | AT | CH | Anmerkungen                                                 |
| --- | -------------------------------- | --- | --- | --- | ----------------------------------------------------------- |
| 2015 | Nullkommaneun 0,9                | DE56 Gold · (5 Wo.)DE | — | — | Erstveröffentlichung: 18. Dezember 2015 Verkäufe: + 200.000 |
| 2019 | Hash Hash Messios                | DE8 (5 Wo.)DE | AT16 (2 Wo.)AT | CH17 (2 Wo.)CH | Erstveröffentlichung: 27. September 2019                    |
| 2019 | Testo E Messios                  | DE27 (3 Wo.)DE | AT67 (1 Wo.)AT | CH68 (1 Wo.)CH | Erstveröffentlichung: 1. November 2019                      |
| 2019 | Ibis Hotel Messios               | DE20 (3 Wo.)DE | AT70 (1 Wo.)AT | CH73 (1 Wo.)CH | Erstveröffentlichung: 22. November 2019                     |
| 2019 | Huli Messios                     | DE24 (2 Wo.)DE | — | CH68 (1 Wo.)CH | Erstveröffentlichung: 29. November 2019                     |
| 2020 | TBC Das neue Album               | DE14 (2 Wo.)DE | AT68 (1 Wo.)AT | CH59 (1 Wo.)CH | Erstveröffentlichung: 9. Oktober 2020                       |
| 2020 | Flebix Das neue Album            | DE— aDE | — | — | Erstveröffentlichung: 3. Dezember 2020 feat. Xatar          |
| 2021 | Beinchen Das neue Album          | DE65 (1 Wo.)DE | — | — | Erstveröffentlichung: 8. Januar 2021                        |
| 2021 | Kabul Drive By Das neue Album    | DE— bDE | — | — | Erstveröffentlichung: 11. Februar 2021 feat. FGUN $HAKI     |
| 2021 | Clubhouse Das neue Album         | DE25 (1 Wo.)DE | — | CH80 (1 Wo.)CH | Erstveröffentlichung: 28. Mai 2021 feat. Farid Bang         |
| 2025 | Alles oder nix –                 | DE3 (… Wo.)DE | AT25 (2 Wo.)AT | CH7 (2 Wo.)CH | Erstveröffentlichung: 19. Juni 2025                         |
| 2025 | BWL –                            | DE28 (… Wo.)DE | — | CH80 (1 Wo.)CH | Erstveröffentlichung: 11. Juli 2025                         |
| Folgende Lieder erschienen nicht als Single, wurden aber durch das Album zum Download und Streaming bereitgestellt und konnten somit eine Platzierung erlangen: |                                  | | | |                                                             |
| |                                  | | | |                                                             |
| 2016 | Ich fibicke jeden 0,9            | DE61 (1 Wo.)DE | — | — | Charteinstieg: 5. Februar 2016                              |
| 2016 | Halb Mensch, halb Nase 0,9       | DE68 (1 Wo.)DE | — | — | Charteinstieg: 5. Februar 2016                              |
| 2016 | Pibissstrahlen auf 808 Bässe 0,9 | DE89 (1 Wo.)DE | — | — | Charteinstieg: 5. Februar 2016 feat. Haftbefehl             |
| 2016 | SIM-Karte 0,9                    | DE93 (1 Wo.)DE | — | — | Charteinstieg: 5. Februar 2016                              |
| 2016 | Hör dir nicht dieses Lied an 0,9 | DE100 (1 Wo.)DE | — | — | Charteinstieg: 5. Februar 2016                              |
| 2019 | Warum lügst du? Messios          | DE49 (1 Wo.)DE | — | — | Charteinstieg: 13. Dezember 2019                            |
| 2021 | Moncler Das neue Album           | — | — | CH90 (1 Wo.)CH | Charteinstieg: 19. September 2021 feat. Kalim               |

### Singles als Gastmusiker
| Jahr | Titel Album                         | Höchstplatzierung, Gesamtwochen, AuszeichnungChartplatzierungen (Jahr, Titel, Album, Platzierungen, Wochen, Auszeichnungen, Anmerkungen) | Höchstplatzierung, Gesamtwochen, AuszeichnungChartplatzierungen (Jahr, Titel, Album, Platzierungen, Wochen, Auszeichnungen, Anmerkungen) | Anmerkungen                                                          |
| Jahr | Titel Album                         | DE | CH | Anmerkungen                                                          |
| --- | ----------------------------------- | --- | --- | -------------------------------------------------------------------- |
| 2015 | Chronik III Chronik 3               | DE77 (6 Wo.)DE | — | Erstveröffentlichung: 6. September 2015 feat. Kollegah & Karate Andi |
| 2020 | Antar Hrrr                          | DE— cDE | — | Erstveröffentlichung: 18. Dezember 2020 Xatar feat. SSIO             |
| 2021 | Popsmoke Dance Asozialer Marokkaner | DE39 (1 Wo.)DE | — | Erstveröffentlichung: 18. Juni 2021 Farid Bang feat. SSIO            |
| Folgende Lieder erschienen nicht als Single, wurden aber durch das Album zum Download und Streaming bereitgestellt und konnten somit eine Platzierung erlangen: |                                     | | |                                                                      |
| |                                     | | |                                                                      |
| 2020 | Casanova Genkidama                  | — | CH76 (1 Wo.)CH | Charteinstieg: 7. Juni 2020 Farid Bang feat. SSIO                    |

### Sonstiges
- 2011: SSIO halt die Fresse 04 Nr. 163
- 2016: Juice EP (mit Megaloh)

### Sonstige Gastbeiträge
- 2008: Alles oder Nix, Die Welt gehört dir, Ich will alles, Lauf weg, Skit (feat. Jetsett Mehmet) und Von Siedlung zu Siedlung auf Alles oder Nix von Xatar
- 2012: Wieder erreichbar auf Nr. 415 von Xatar (feat. Kalim)
- 2012: Durchsuchungsbefehl auf Hinterhofjargon von Celo & Abdi
- 2012: Käse und so auf Überdosis EP von Obacha
- 2012: Fatales Trio auf Ek to the Roots von Eko Fresh (feat. Xatar)
- 2012: Märchenrapper auf Realität von Schwesta Ewa
- 2013: Pelikan flieg auf Eksodus von Eko Fresh (feat. Cuban Link)
- 2014: Nur noch 60 Sekunden auf Akupunktur von Celo & Abdi
- 2014: Nein, leider niemals! auf Sechs Kronen von Kalim
- 2015: 24 Std auf Kurwa von Schwesta Ewa (feat. Xatar)
- 2015: Tam der Pic auf 18+ von Hamed Lo
- 2015: Pääh auf Baba aller Babas von Xatar
- 2015: Jungs ausm Barrio auf Achter Tag von Genetikk
- 2015: Make a Wish vs. The Krauts von Beatsteaks (feat. Casper, Felix & Marteria)
- 2016: Nougapreise auf Odyssee 579 von Kalim (feat. Xatar)
- 2017: Fünf Drei auf Shäms EP von Samy
- 2018: Ellenbogen raus auf Erde & Knochen von Kontra K
- 2018: Herr Wärter auf Aywa von Schwesta Ewa
- 2018: Kilo Kilo auf Mann im Haus von Samy
- 2020: Casanova auf Genkidama von Farid Bang
- 2020: Manchmal :) auf Soko Disko von Dardan
- 2021: Hrrr auf Hrrr von Xatar

### Musikvideos
- 2011: SSIO macht schlau (Halt die Fresse 04 Nr. 163)
- 2011: 16er
- 2012: Alles Routine
- 2012: B(e)reit?
- 2012: Spezial Material
- 2012: Langweilig
- 2012: Es geht nur um Sex (feat. Celo & Abdi)
- 2012: Fatales Trio (von Eko Fresh feat. Xatar)
- 2012: Märchenrapper (von Schwesta Ewa)
- 2013: Nuttööö (DE: Gold)
- 2013: Vorspiel
- 2013: Unbekannter Titel (inkl. Illegal, Legal, Egal)
- 2014: Nur noch 60 Sekunden (von Celo & Abdi)
- 2014: Nein, leider niemals! (von Kalim)
- 2014: 24 Std (von Schwesta Ewa feat. Xatar)
- 2015: Chronik III (von Kollegah & Karate Andi)
- 2015: Nullkommaneun
- 2016: SIM-Karte
- 2016: Ich fibicke jeden / Halb Mensch, halb Nase (Splitvideo)
- 2018: Neunkommaneun
- 2019: Hash Hash
- 2019: Testo E
- 2019: Ibis Hotel
- 2019: Huli
- 2019: Warum lügst du?
- 2020: TBC
- 2020: Flebix (feat. Xatar)
- 2020: Yoga (von Yung Kafa & Kücük Efendi)
- 2020: Antar (von Xatar)
- 2021: Beinchen
- 2021: Kabul Drive By (feat. FGUN $HAKI)
- 2021: Club House (feat. Farid Bang)
- 2025: Alles oder nix
- 2025: BWL
- 2025: Tut den Song in eure Playlist und macht viele TikToks

## Filmografie (Auswahl)
- 2017: Nur Gott kann mich richten
- 2018: Asphaltgorillas

## Auszeichnungen für Musikverkäufe
| 2× Silberne Schallplatte - Europa (Impala) - 2016: für das Album 0,9 - 2016: für das Album BB.U.M.SS.N. |

Anmerkung: Auszeichnungen in Ländern aus den Charttabellen bzw. Chartboxen sind in ebendiesen zu finden.
| Land/RegionAuszeichnungen für Musikverkäufe (Land/Region, Auszeichnungen, Verkäufe, Quellen) | Silber     | Gold     | Platin | Verkäufe | Quellen           |
| -------------------------------------------------------------------------------------------- | ---------- | -------- | ------ | -------- | ----------------- |
| Deutschland (BVMI)                                                                           | —          | 3× Gold3 | —      | 450.000  | musikindustrie.de |
| Europa (Impala)                                                                              | 4× Silber4 | —        | —      | (80.000) | Einzelnachweise   |
| Insgesamt                                                                                    | 4× Silber4 | 3× Gold3 | —      |          |                   |

## Auszeichnungen und Nominierungen

### Erhaltene Auszeichnungen
Hiphop.de Awards
- 2013: „Release des Jahres National“ für BB.U.M.SS.N.[12]

Juice Awards
- 2012: „Mixtape des Monats“ in der Ausgabe 10/2012 für Spezial Material
- 2013: „Album des Jahres National“ für BB.U.M.SS.N.

### Nominierungen
Echo
- 2016: „Bestes Video National“ für Nullkommaneun (Regie und Drehbuch: Xatar)[13][14]

Hiphop.de Awards
- 2013: „Beste Punchline“ für „Dein Rap ist voller Tiefsinnigkeit/ Dass man als Zuhörer denkt, dein Schniedel ist klein“ in Big King XXL[15]
- 2016: „Bestes Video National“ für Nullkommaneun (Regie und Drehbuch: Xatar)[16]
- 2019: „Bestes Video National“ für Hash Hash (Regie: EASYdoesit)[17]
- 2020: „Bester Rap-Solo-Act National“[18]
- 2020: „Bester Live-Act National“[19]
- 2020: „Bestes Album National“ für Messios[19]
- 2020: „Bestes Video National“ für TBC[20]
- 2020: „Beste Punchline“ für „Nur Wodka, Whiskey, kein Mojito, Prosecco / Ich klär Frauen auf JOYclub durch Profilbild von Mero.“ in Casanova[21]